# Чайльд Гарольдова мандрівка
«Чайльд Гарольдова мандрівка», альтернативний переклад назви українською «Паломництво Чайльд Гарольда» (англ. Childe Harold's Pilgrimage) — поема англійського письменника  Джорджа Гордона Байрона, опублікована частинами в період з 1812 по 1818 роки, в якій розповідається про враження розчарованого життям юнака від закордонної мандрівки та про роздуми, викликані цією мандрівкою. У ширшому сенсі поема відображає меланхолію та розчарування покоління, що втомилося від наполеонівських воєн.

## Написання та публікація
Поема вважається почасти автобіографічною, розповідь ґрунтується частково на власних враженнях лорда Байрона під час подорожі до Португалії, Середземномор'я та Греції, яку поет здійснив у 1809—1811 роках. Попри те, що сам Байрон поему не любив, оскільки надто відкрив у ній власну душу, вона, після публікації, зробила автора центром громадської уваги. Байрон говорив, що одного дня він прокинувся і «виявився знаменитим».
Поема присвячена «фіалці». Так Байрон називав Шарлотту Гарлі. В назві вживається слово «чайльд» (англ. childe) — середньовічний титул юнака, кандидата в лицарі.
Поема складається з чотирьох пісень, написаних спенсеровою строфою із восьми рядків ямбічного пентаметра, за якими слідує александріна — дванадцятискладовий ямбічний рядок. Римування ABABBCBCC.

## Байронічний герой
«Паломництво» — перший літературний твір, у якому зустрічається байронічний герой. Це особливий тип ліричного героя з високим рівнем інтелекту й гостротою сприйняття, здатний легко пристосовуватися до нових ситуацій і хитро домагатися в них своєї вигоди. Це освічена й розвинута людина. Вона має харизму й привабливість, однак їй бракує цілісності, вона схильна до раптової зміни настрою, не знає чого хоче, прагне до протилежностей водночас. Загалом, байронічний герой не має жодних авторитетів, і насолоджується власноруч створеним образом вигнанця й знедоленого. Він схильний до різкості й цинізму, поведінки, що шкодить йому самому й шкідливих звичок, має нездоланне прагнення спокушати жінок. Він сексуально привабливий, почасти завдяки містичній таємничій масці, але ця сексуальна привабливість часто заводить його в халепу.
Після появи у «Чайльд Гарольді» байронічний герой отримав самостійне життя. Цей образ неодноразово використовувався в романах, фільмах, театральних п'єсах тощо.

## Тлумачення

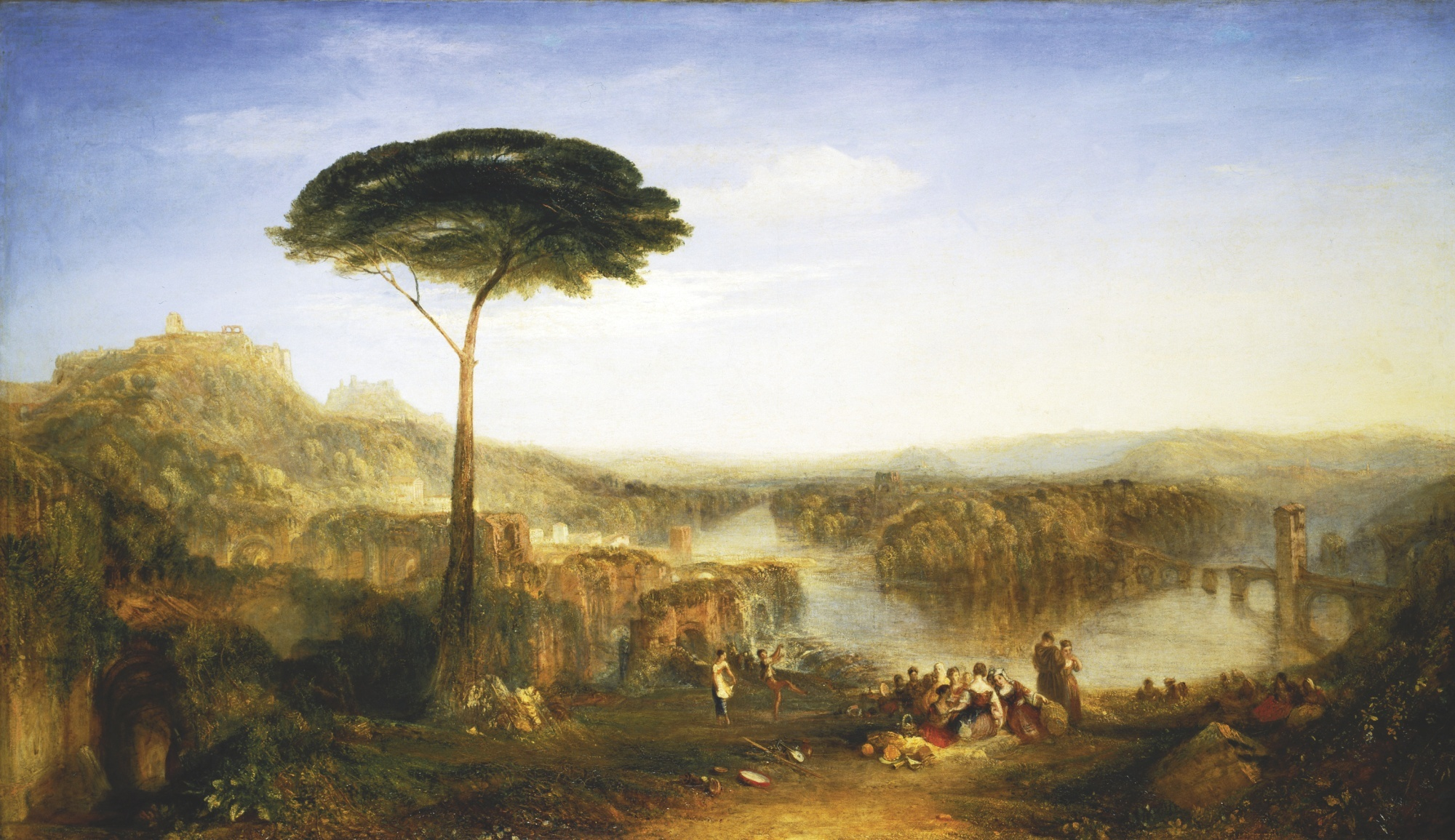
Паломництво Чайльд Гарольда. Картина Вільяма Тернера, 1823.

«Чайльд Гарольд» — виразник переконань та ідей самого Байрона. В передмові до третьої книги Байрон визнає, що його герой є його власним продовженням. На думку критика Джерома Мак-Ганна, маскуючись за вигаданим літературним образом, Байрон зумів виразити думку, що «найбільша трагедія людини — мати змогу збагнути досконалість, але не мати змоги її досягти».

## Переклади українською
- Гордон Байрон. Чайльд Гарольдова мандрівка. Переклад з англійської: Панько Куліш. Львів, 1905[5]
- Джордж-Гордон Байрон. «Мазепа» (збірка). Переклад з англійської: Валерія Богуславська, Олекса Веретенченко та Дмитро Паламарчук. Харків: Фоліо, 2005. ISBN 966-03-2728-5
  - Поема «Паломництво Чайльд-Гарольда» (переклад: Валерія Богуславська)
  - Поема «Мазепа» (переклад: Олекса Веретенченко)
  - вірші (переклад: Дмитро Паламарчук)

## Вивчення в школі
За програмою "ЗАРУБІЖНА ЛІТЕРАТУРА" для загальноосвітніх навчальних закладів 5–9 класи (2012 р. зі змінами 2015-2017 рр.) поема вивчається в 9 класі // https://mon.gov.ua/ua/osvita/zagalna-serednya-osvita/navchalni-programi/navchalni-programi-5-9-klas